# بتع
البِتْعُ أو المِيد أو شراب العسل أو نبيذ العسل (بالإنكليزية: Mead) من المشروبات الكحولية التي تُصنع بتخمر العسل مع الماء، وفي بعض الأحيان مع أنواع من الفواكه والتوابل والحبوب أو الجنجل الشائع. ومحتوى الكحولية يراوح من نحو 3.5% نسبة كحول إلى أكثر من 20%، كما أن معظم السكر المتخمّر في هذا المشروب مشتق من العسل. قد يبقى غازيًا أو فوارًا طبيعيًا وجاف أو شبه حلو أو حلو.

## في الإسلام
ورد ذكر هذا المشروب في الحديث الذي رواه أبو موسى الأشعري «أن النبي محمد صلى الله عليه وسلم بعثه إلى اليمن، فسأله عن أشربة تصنع بها، فقال: وما هي؟ قال: البتع والمزر -فقلت لأبي بردة: ما البتع؟ قال: نبيذ العسل، والمزر: نبيذ الشعير- فقال: كل مسكر حرام.»